# ツーライス
ツーライスは、3Dエンタテインメント所属のお笑いコンビ。高知県を拠点に活動する。

## メンバー
- 大ちゃん（本名：峰本 大作（みねもと だいさく）、1974年5月26日 - ）
高知県土佐清水市出身。身長168cm、体重80kg。
2016年、高知県観光特使に就任[3]。
- ヤス（本名：大石 康隆（おおいし やすたか）、1975年1月25日）
埼玉県越谷市出身。身長174cm、体重58kg。
「あちゅ」からの改名。

## 概要
大ちゃんは、過去にトリオ「003MANIA」で、NHK新人演芸大賞を受賞。その後、堀井祥明（元「まじかるず」）が脱退し、コンビ「23区」として活動。23区は2006年3月解散。
第2回四万十映画祭で上映される『あらうんど四万十 ―カールニカーラン―』の三原俊二役で出演。
ヤスは、2000年に劇団「ハラホロシャングリラ」に入団し、数々の公演に出演。その後退団し、2006年に大ちゃんと「ツーライス」結成。なお、ヤスは大ちゃんと同じショーパブで働いていたという関係であり、このショーパブではマギー審司も働いていた。その後もこの3人で一緒に芸を披露するなどの仲が続いているという。

## 芸風
上半身裸にタキシードを着て蝶ネクタイに下半身は白のタイツという姿で、その後タキシードは脱ぎ、乳首をつまんだり股間を押したりしながら、クラシックなどを模した音楽を声を出して奏でるという芸を持つ。
この他には、「前、前、後ろ、前、後ろ!」「右、右、左、右、左!」という言葉や、これらを少し変えたリズム感のある言葉をオチに持って来るというネタがある。

## 出演

### テレビ
- テレっちのたまご （テレビ高知） - （2015年10月5日 - 2019年6月28日、リポーターとして出演）
- あらびき団（TBSテレビ） - 2007年12月5日（第9回）初出演
- イツザイ（テレビ東京） - 『インディーズ芸人オーディション』2009年1月17日初出演、キャッチコピーは「楽器を持たない交響楽団」
- ショーバト!（日本テレビ）- 2010年7月6日『ミニバト!』
- オンバト+（NHK総合）戦績0勝1敗 最高229KB
- 上田ちゃんネル（CSテレ朝チャンネル、上田義塾・新メンバー・トライアウト、2012年6月12日・6月26日放送分）
- ネタパレ（フジテレビ、2024年7月12日）

### ラジオ
- ツーライスのハラハチブンメ （エフエム高知） - （2018年7月7日 - 現在放送中)

### ライブ
- TOMATO LIVE
他

### 映画
- あらうんど四万十 ―カールニカーラン― - 2015年、三原俊二役（大ちゃん）